# キングサーモン (アラスカ州)
キングサーモン（King Salmon）は、アメリカ合衆国アラスカ州ブリストルベイ郡にある国勢調査指定地域（CDP）。2010年に行われた国勢調査によると、人口は374人である。隣接するレイクアンドペニンシュラ郡の郡庁所在地であるが、キングサーモンが所属するブリストルベイ郡の郡庁所在地ではない。ブリストルベイ郡の郡庁はナクネクに置かれている。

## 地理・気候
キングサーモンはアラスカ半島を流れるナクネク川の北岸に位置し、郡庁所在地のナクネクから上流へ約25 km (16 mi)遡ったところにある。アメリカ合衆国国勢調査局によれば、キングサーモンの総面積は171.0平方マイル (443 km2)であり、そのうち陸地が169.6平方マイル (439 km2)、水面が1.4平方マイル (3.6 km2)（総面積の0.82%）を占める。
キングサーモンは亜寒帯気候 （ケッペンの気候区分では Dfc）に属する。特に厳寒期において、キングサーモンの気温は亜寒帯海洋性気候に属するアラスカ半島の地域に比べるとより穏やかである。冬季の平均気温は近隣の国内諸都市、例えばノースダコタ州ファーゴ と比べても温和である。アラスカ州の点在的永久凍土帯の南限からわずかに下に位置する。キングサーモンと反対側の山側で大半の降水をもたらすため、多量の湿気を含むアリューシャン低気圧の影響は小さい。
| キングサーモン（1971-2000）の気候 | キングサーモン（1971-2000）の気候 | キングサーモン（1971-2000）の気候 | キングサーモン（1971-2000）の気候 | キングサーモン（1971-2000）の気候 | キングサーモン（1971-2000）の気候 | キングサーモン（1971-2000）の気候 | キングサーモン（1971-2000）の気候 | キングサーモン（1971-2000）の気候 | キングサーモン（1971-2000）の気候 | キングサーモン（1971-2000）の気候 | キングサーモン（1971-2000）の気候 | キングサーモン（1971-2000）の気候 | キングサーモン（1971-2000）の気候 |
| 月                                | 1月                               | 2月                               | 3月                               | 4月                               | 5月                               | 6月                               | 7月                               | 8月                               | 9月                               | 10月                              | 11月                              | 12月                              | 年                                |
| --------------------------------- | --------------------------------- | --------------------------------- | --------------------------------- | --------------------------------- | --------------------------------- | --------------------------------- | --------------------------------- | --------------------------------- | --------------------------------- | --------------------------------- | --------------------------------- | --------------------------------- | --------------------------------- |
| 最高気温記録 °F （°C）            | 53 (12)                           | 57 (14)                           | 56 (13)                           | 65 (18)                           | 79 (26)                           | 88 (31)                           | 86 (30)                           | 84 (29)                           | 74 (23)                           | 67 (19)                           | 56 (13)                           | 48 (9)                            | 88 (31)                           |
| 平均最高気温 °F （°C）            | 22.8 (−5.1)                       | 23.8 (−4.6)                       | 32.0 (0)                          | 41.3 (5.2)                        | 52.1 (11.2)                       | 59.5 (15.3)                       | 63.8 (17.7)                       | 62.2 (16.8)                       | 54.9 (12.7)                       | 40.5 (4.7)                        | 30.5 (−0.8)                       | 23.4 (−4.8)                       | 42.4 (5.8)                        |
| 平均最低気温 °F （°C）            | 8.0 (−13.3)                       | 7.4 (−13.7)                       | 15.1 (−9.4)                       | 24.9 (−3.9)                       | 34.8 (1.6)                        | 42.2 (5.7)                        | 47.5 (8.6)                        | 47.4 (8.6)                        | 40.3 (4.6)                        | 26.0 (−3.3)                       | 15.9 (−8.9)                       | 9.3 (−12.6)                       | 26.6 (−3)                         |
| 最低気温記録 °F （°C）            | −48 (−44)                         | −41 (−41)                         | −42 (−41)                         | −15 (−26)                         | 4 (−16)                           | 29 (−2)                           | 33 (1)                            | 25 (−4)                           | 15 (−9)                           | −12 (−24)                         | −28 (−33)                         | −38 (−39)                         | −48 (−44)                         |
| 降水量 inch （mm）                | 1.03 (26.2)                       | 0.72 (18.3)                       | 0.79 (20.1)                       | 0.94 (23.9)                       | 1.35 (34.3)                       | 1.70 (43.2)                       | 2.15 (54.6)                       | 2.89 (73.4)                       | 2.81 (71.4)                       | 2.10 (53.3)                       | 1.54 (39.1)                       | 1.39 (35.3)                       | 19.41 (493.1)                     |
| 降雪量 inch （cm）                | 7.9 (20.1)                        | 4.8 (12.2)                        | 5.7 (14.5)                        | 4.1 (10.4)                        | 0.9 (2.3)                         | 0.1 (0.3)                         | 0 (0)                             | 0 (0)                             | 0 (0)                             | 3.0 (7.6)                         | 5.8 (14.7)                        | 8.1 (20.6)                        | 40.4 (102.7)                      |
| 平均降水日数 （≥0.01 inch）       | 11.3                              | 8.6                               | 9.8                               | 11.2                              | 12.8                              | 14.0                              | 14.7                              | 16.3                              | 16.9                              | 13.2                              | 12.6                              | 12.3                              | 153.7                             |
| 平均降雪日数 （≥0.1 inch）        | 7.4                               | 6.0                               | 7.1                               | 5.6                               | 1.4                               | 0.1                               | 0                                 | 0                                 | 0.1                               | 2.8                               | 6.7                               | 8.0                               | 45.2                              |
| 出典：NOAA                        |                                   |                                   |                                   |                                   |                                   |                                   |                                   |                                   |                                   |                                   |                                   |                                   |                                   |

## 人口動態
2000年の国勢調査によれば、人口は442人、196世帯、105家族が居住していた。人口密度は2.6人/平方マイル（1.0人/km2）であった。343軒の住宅があり、住宅密度は1平方マイルあたり2.0軒（1km2あたり0.8軒）であった。人種構成は66.29%が白人、1.13%が黒人またはアフリカ系アメリカ人、28.96%がネイティブアメリカン、0.23%（1人）がアジア系、0.23%がその他の人種で、3.17%は混血であった。0.45%はヒスパニックまたはラテン系アメリカ人であった。
全196世帯のうち30.1%は18歳未満の子供がおり、44.4%が夫婦で暮らし、 4.6%は夫のいない女性世帯主の世帯、46.4%は家族のいない世帯であった。全世帯の41.3%が個人世帯であり、1.5%は65歳以上の高齢者独居世帯であった。平均世帯構成人員は2.26人、平均家族構成人員は3.17人であった。
年齢構成は、18歳未満が26.2%、18 - 24歳が7.0%、25 - 44歳が35.7%、45 - 64歳が28.1%、65歳以上が2.9%であった。平均年齢は38歳であった。女性100人に対する男性人口は122.1人で、18歳以上の女性100人に対する男性人口は131.2にんであった。
世帯の平均収入は54,375ドルで、家族のそれは64,375ドルであった。男性の平均収入が45,000ドルだったのに対して女性は35,500ドルであった。1人あたりの平均所得は26,755ドルであり、約8.8%の家族と人口の12.4%は貧困線以下であり、うち17.5%は18歳以下の子供と65歳以上の高齢者がいた。

## 歴史
1930年代、アメリカ合衆国政府は後にキングサーモンと呼ばれる地に航空保安サイロを建設した。第二次世界大戦初頭、アメリカ陸軍航空軍はサイロの周辺に空軍基地を設置した。基地は大戦中、民間航空管理局（Civil Aeronautics Administration）の管理下に置かれた。
1940年代と1950年代にアメリカ陸軍工兵司令部はキングサーモンからナクネクに至る25 km (16 mi)の長大な道路を建設した。他の政府機関、例えばアメリカ合衆国国立公園局、アラスカ州漁業狩猟省、アメリカ国立気象局も施設を建設し、ザ・キングサーモン・イン（The King Salmon Inn）が1956年に開業した。キングサーモンは行政、交通、サービス、釣り、ベニザケ流通の拠点として発達した。
1993年に空軍基地は閉鎖となり、アンカレッジに拠点を置くチュガッチ・フェデラル・ソリューション社（Chugach Federal Solutions, Inc.）の管理下に置かれている。公共用空港としてキングサーモン空港が現在、機能している。また、超二重極光レーダ網（SuperDARN）のサイトがキングサーモンにある。
2010年に、実行段階まで進んでいたイスラーム系のホームグロウン・テロリズムにアメリカ国立気象局の男性職員とその妻が関与していたことが判明、メディアや軍関係者ら20人の暗殺対象者リストも見つかった。